# لويز مارلي
لويز مارلي (بالإنجليزية: Louise Marley)‏ (15 أغسطس 1952)؛ كاتِبة، مغنية أوبرا وروائية أمريكية.